# Brad Delson
Bradford Phillip Delson  (surnommé Big Bad Brad), né le 1er décembre 1977 à Agoura Hills, est le guitariste soliste et l'un des fondateurs du groupe américain Linkin Park. Il est reconnaissable à son casque qu'il porte à chaque concert.

## Biographie
Il a été pendant son adolescence membre de plusieurs groupes californiens de nu metal comme The Pricks ou Relative Degree avant de former avec ses meilleurs amis depuis l'âge de 13 ans (Mike Shinoda et Rob Bourdon) SuperXero qui deviendra successivement Xero, Hybrid Theory, Lincoln Park, puis finalement Linkin Park.
Il a étudié à l'UCLA (dont il est sorti diplômé) et aurait pu ainsi devenir grand avocat mais son envie de musicien était trop forte. C'est là-bas qu'il rencontra Dave Farrell, avec qui il partagea sa chambre, répéta et apprit à conduire. Il le présenta à ses amis qui l'intégrèrent comme bassiste dans Xero.
Dans sa jeunesse il était trompettiste dans une fanfare mais c'est sa rencontre avec Mike Shinoda et Rob Bourdon avec qui il partageait la passion du rap et du rock, qui l'incita à être guitariste. Il est marié à Elisa Delson avec qui il a un fils, Jonah Taylor, né le 25 mars 2008 et 2 filles, Noa Parker, née le 15 mai 2010 et Evan Ruby, née le 19 décembre 2012.

## Technique de jeu
Dans les deux premiers albums studio de Linkin Park, Delson n'utilise pratiquement que des accords de puissance en mini barré sur les 3 dernières cordes. Il accorde sa guitare en Drop C# pour la totalité des morceaux sauf pour « With you » (jouée sur une guitare à 7 cordes accordée en B-E-A-D-G-B-e), « Runaway » et « Don't Stay » (jouée en Drop B: B-F#-B-E-G#-C#). Il accorde sa guitare en Eb Standard (D#-G#-C#-F#-A#-D#) pour « Somewhere I Belong » et le drop A# pour « Easier To Run ». Puis, pour Minutes To Midnight, Delson utilise encore un nouvel accordage, le Drop D, sauf pour « No More Sorrow » qui est en Drop C# et « In Pieces » (qui est en Mi Standard). Brad est souvent critiqué par des fans à cause de l'absence de solos. Il se justifie en expliquant qu'il doit adapter son jeu au style de Linkin Park et que les solos ne peuvent se mélanger avec les influences Hip-hop et electro du groupe.
Avec le changement de style de Linkin Park avec la sortie de Minutes to Midnight, on note l'apparition de plusieurs solos notamment dans « Shadow of the Day », « What I've done », « In Pieces » et « The Little Things Give You Away ». Pour cet album, Brad décide de passer pour la première fois en accordage standard marquant la fin de l'ère nu metal du groupe pour un son plus "pop/rock".
A Thousand suns marque cette fois sa quasi-absence, l'album optant pour un son plus électro. Les quelques rares parties guitares ont été remixées par le DJ Joe hahn.
Néanmoins, il fait un remarquable retour dans l'album, The Hunting Party, où il opte pour un jeu très agressif, avec un tempo rapide contrairement aux précédents albums, et où les solos ne manquent pas.
Brad est droitier. En concert, il positionne souvent sa guitare en l'inclinant vers le côté droit extérieur lui assurant ainsi un meilleur confort de jeu. Il joue en aller pour les morceaux ne comprenant que très peu d'accords et utilise la technique d'aller-retour pour les morceaux plus rapides.

## Discographie avec linkin park
- 1999 :  Hybrid Theory EP
- 2000 : Hybrid Theory
- 2002 : Reanimation
- 2003 : Meteora
- 2003 : Live in Texas
- 2004 : Collision Course
- 2007: Minutes to Midnight
- 2008 : Road to Revolution: Live at Milton Keynes
- 2010 : A Thousand Suns
- 2012 : Living Things
- 2013 : Recharged
- 2014 : The Hunting Party
- 2017 : One More Light
- 2017 : One More Light Live
- 2020: Hybrid Theory 20th Anniversary Edition

- 2023 : Meteora 20th Anniversary Edition
- 2024 : Papercuts (Singles Collection 2000–2023)
- 2024 : From Zero

## Matériel
La guitare principale de Brad est une Paul Reed Smith Custom 24 rouge. C'est sa guitare préférée. La particularité de cette guitare est que l'Hybrid Soldier figure dessus. Il utilise cette guitare pour la grande majorité des morceaux.
Pour le nouvel opus Minutes To Midnight, Brad s'équipe de nouvelles guitares comme une stratocaster ou encore une jaguar. "J'ai rejeté tout ce que j'avais utilisé dans le passé et j'ai commencé à partir de zéro," dit Delson. "J'ai joué sur des guitares Ibanez ayant un son lourd dans le passé, mais, cette fois, j'ai utilisé des Strats divers, des Tél et Jaguar. L'idée était d'avoir des guitares qui évoquent des sons des années 50 aux années 80. J'ai aussi utilisé ma PRS, parce que c'est une guitare aux styles multiples."
Côté amplification, Brad ne jurait que par le Mesa Boogie Dual Rectifier réputé pour avoir la meilleure distorsion du marché mais pour la tournée de Minutes to Midnight, il décide de signer du côté de chez Randall changeant ainsi complètement le son de ses guitares. 
Aussi, Brad se mit à faire du synthétiseur dans cet album (notamment dans la chanson Hands Held High).
Son équipement complet :
- Paul Reed Smith Custom 24 guitars
- Ibanez RG370dx guitars
- Ibanez RG7620 7 string guitars (no longer uses)
- Terry C. McInturff Sportster Guitars
- Fender 50's Stratocaster
- 2 Mesa Boogie Dual Rectifier heads
- Marshall 1959 slp reissued head
- Randall MTS cabinets
- Randall MTS emulators
- Dunlop Picks-Tortex Wedge (0.83mm)
- D'Addario EXL110 XL strings
- DiMarzio Pickups (Air Zone/Tone Zone/D-Sonic.
- Boss NS-2 Noise Suppressor
- Boss BF-3 Flanger
- 2 Boss CS-3 Compression Sustainers
- Boss CE-5 Chorus Ensemble
- Ibanez LF-7 Lo-Fi
- Line 6 Amps
- T.C.electronic G-Major
- Digital Music Corp. GCX Guitar Audio Switcher
- Digital Music Corp. Ground Control Pro w/ Boss Expression Pedal
- Fender Rory Gallagher Tribute Stratocaster
- Gibson Classic Les Paul for recording
- Fender Jaguar for clean moody sounds (recording)
- Digidesign Pro Tools
- Soldano SLO100 Super Lead Overdrive amp head
- Hiwatt amp
- Marshall JCM800 2203 vintage series 100W tube head
- Bogner vintage amp
- Shure UHF guitar wireless
- Boss TU-2 Chromatic tuner
- Furman PL plus power conditioner
- 4 Mesa Boogie 4x12 cabinets
- VOX AC30 amplifier
- Sears amp